# Academia de Belas Artes de Cracóvia
A Academia de Belas Artes de Cracóvia (em polonês, Akademia Sztuk Pięknych im Jana Matejki w Krakowie, abreviada como ASP) é uma instituição pública de ensino superior localizada no centro de Cracóvia. Foi inaugurada em 1818, tornando-se a mais antiga academia de artes plásticas da Polônia, com total autonomia desde 1873.

## História
Inicialmente, a Academia de Belas Artes era denominada Escola de Desenho e Pintura (Szkoła Rysunku i Malarstwa) e era uma subdivisão do Departamento de Literatura da Universidade Jagiellonian. Alguns de seus professores neste estágio inicial foram Antoni Brodowski e Franciszek Ksawery Lampi. 
Em 1873, foi reconhecida como uma instituição independente de ensino superior e rebatizada de Escola de Belas Artes (Szkoła Sztuk Pięknych). O primeiro diretor da Academia foi o pintor Jan Matejko, que trouxe outros artistas renomados, como Jan Nepomucen Głowacki, Florian Cynk, Aleksander Gryglewski e Leopold Loeffler para lecionar.
O edifício principal, projetado em estilo neoclássico por Maciej Moraczewski, foi construído em 1879 no que hoje é conhecido como Praça Matejko. Entre 1893 e 1895, a Academia foi dirigida por Władysław Łuszczkiewicz, que também foi curador de monumentos arquitetônicos da cidade. 
Após a morte de Matejko em 1893, Julian Fałat serviu como diretor da escola entre 1895 e 1909. Fałat deu-lhe uma nova direção ao contratar como instrutores artistas associados a filosofias artísticas contemporâneas, como Teodor Axentowicz, Jacek Malczewski (o pai do simbolismo polonês), Jan Stanisławski, Leon Wyczółkowski, Konstanty Laszczka, Józef Mehoffer, Stanisław Wyspiański, Wojciech Weiss e Józef Pankiewicz, entre outros. Ele também renomeou a academia para Escola para Academia de Belas Artes.

## Estudantes e Professores célebres
- Teodor Axentowicz
- Henryk Gotlib
- Wojciech Jerzy Has
- Jacek Malczewski
- Józef Mehoffer
- Jerzy Nowosielski
- Roman Polanski
- Edward Rydz-Śmigły
- Andrzej Wajda
- Wojciech Weiss
- Leon Wyczółkowski
- Stanisław Wyspiański[2]